# Saint Louis (Seicheles)
Saint Louis é um distrito de Seicheles localizada na região central da Ilha de Mahé com 1.381 km² de área. 
Em 2021 a população foi estimada em 3,293 habitantes com uma densidade de 2,385/km², já de acordo com o  censo de 2010 a população é de 3,209 habitantes com 1,624 sendo homens e 1,585 mulheres.